# Heidi Ilgenfritz
Heidi Ilgenfritz (* 23. Januar 1968 in München) ist eine deutsche Musikerin.

## Leben
Heidi Ilgenfritz studierte am Richard-Strauss-Konservatorium in München von 1989 bis 1994 Hackbrett bei Karlheinz Schickhaus, Kontrabass bei Cajus Oana und Blockflöte bei Hermann Elsner. Nach einem Aufbaustudium legte sie 1996 als erste Hackbrettspielerin die künstlerische Reifeprüfung ab. Seither konzertierte sie am Hackbrett und als Kontrabassistin in diversen klassischen Kammermusik-Besetzungen sowie in Volksmusik-Ensembles. Konzertreisen führten sie nach Österreich, Frankreich, Tschechien und in die Schweiz. Auch hat sie zahlreiche CDs eingespielt.
Von 1996 bis zur Umwandlung in eine Zweigstelle der Musikschule Rosenheim 2018 leitete sie die Musikgemeinschaft Neubeuern. 1997 gründete sie den Kinderchor Raubling, den sie seither leitet. Seit 2000 unterrichtet sie an der Musikschule Rosenheim; seit 2010 ist sie dort auch als stellvertretende Musikschulleiterin tätig. 2002 legte sie die neu eingeführte Diplommusiklehrerprüfung im Hauptfach Hackbrett ab. In Deutschland und Österreich wirkt sie regelmäßig in Wettbewerbsjurys mit. Beim Schweinfurter Musikverlag Vogt & Fritz gibt sie eine Reihe mit zeitgenössischer Hackbrettmusik heraus. Heidi Ilgenfritz ist mit dem Komponisten Roland Leistner-Mayer verheiratet.

## Diskographie (Auswahl)
- Duo Desiderata, Six aveux d'amour von Roland Leistner-Mayer, klassische Werke und internationale Folklore; Ausführende: Heidi Ilgenfritz (Hackbrett) und Sabine Kink (Gitarre); Label: PR-Digital, 1997
- Innleiten Geigenmusi „Durchs Jahr“, alpenländische Volksmusik; Ausf.: Markus und Rudi Pihusch (Violine), Andreas Kellerer (Blockflöten), Willi Abtmeier (Steirische Harmonika), Martina Mayr (Harfe), Heidi Ilgenfritz (Kontrabass); Label: PR-Digital, 1998
- Neue Hackbrettmusik für den Unterricht, Werke von Roland Leistner-Mayer (op. 93, 100 und 103); Ausf.: Sandra Müller und Andrea Rietzler (Hackbrett), Heidi Ilgenfritz (Hackbrett und Kontrabass), Sabine Werner (Gesang und Gitarre), Rebecca Bichler (Sprecherin); Label: Vogt & Fritz Sound, 2000
- Klangspuren, zeitgenössische Kammermusik mit Hackbrett von Herbert Baumann, Waldram Hollfelder, Bertold Hummel und Roland Leistner-Mayer; Ausf.: Heidi Ilgenfritz (Hackbrett), Alexander Mangstl (Harfe), Dénes Ludmány (Viola), Gerald Kraxberger (Klarinette); Label: Vogt & Fritz Sound, 2002
- Der Troll, ein musikalisches Hörspiel von Ingrid Foertsch (Text) und Roland Leistner-Mayer (Musik); Ausf.: Schüler und Lehrer der Musikgemeinschaft Neubeuern unter der Leitung von Heidi Ilgenfritz, Kathi Leitner (Sprecherin); Vogt & Fritz Sound, 2002
- Hackbrett auf alten und neuen Wegen, Klassische Werke, Internationale Folklore und die Petite Suite op. 51 von Roland Leistner-Mayer; Ausf.: Elisabeth Huber und Heidi Ilgenfritz (Hackbrett), Sabine Werner (Gitarre), Neubeurer Hackbrettorchester unter Leitung von Heidi Ilgenfritz; Label: Vogt & Fritz, 2003
- Kammermusik von Roland Leistner-Mayer (op. 93, 108, 111); Ausf.: Barbara Hesse-Bachmaier (Mezzosopran), Eva Schieferstein und Angela-Charlott Bieber (Klavier), Heidi Ilgenfritz (Hackbrett), Bernadel Quartett (Streichquartett); Label: Vogt & Fritz, 2004
- Durch die Länder – durch die Zeiten, Chiemgauer Saitenensemble 2013
- Mosaik, Werke von Angelo Conti, Roland Leistner-Mayer, Felice Giardini, Edwin Kammerer, Vittorio Monti u. a.; Ausf.: Heidi Ilgenfritz (Hackbrett), Andrea Stöger (Harfe) u. a., 2015
- Länderspiel mit Saitenwechsel, Chiemgauer Saitenensemble 2016